# Stirnbandibis
Der Stirnbandibis (Theristicus caerulescens) ist ein südamerikanischer Vogel aus der Familie der Ibisse und Löffler.
Der Stirnbandibis ist verbreitet, aber nicht sehr häufig im östlichen Bolivien, Zentralbrasilien und in den Chacos von Nordargentinien und Paraguay.

## Aussehen
Der Stirnbandibis erreicht eine Körperlänge von 71 bis 76 cm. Das Gefieder ist uneinheitlich grauschwarz, je nach Lichtverhältnissen auch mit blauem Schimmer; der Schnabel ist dunkelgrau. Auffallend sind das weiße Stirnband und die üppigen grauen Schopffedern. Die Beine sind rot.
Stirnbandibisse weisen keinen ausgeprägten Geschlechtsdimorphismus auf.

## Lebensraum
Der Stirnbandibis bevorzugt offenes Grasland, Weiden und Savannen, ist aber auch in Feuchtgebieten und an Tümpeln zu finden.

## Ernährung
Die Nahrung des Stirnbandibisses besteht aus Insekten und deren Larven, Würmern, Schnecken und deren Eiern, seltener auch kleinen Amphibien. Laubmann fand im Mageninhalt eines Exemplars Fischreste und Stücke von Schnecken sowie Muscheln.

## Fortpflanzung
Der Stirnbandibis brütet nicht in Kolonien. Die Einzelnester werden auf hohen Bäumen in einer Höhe zwischen 8 und 20 m gebaut, meist in Wassernähe. Als Nestbaumaterial werden Zweige verwendet, zur Auspolsterung Gras und Blätter. Das Gelege von 2 bis 3 Eiern wird in ungefähr 28 Tagen ausgebrütet.

## Etymologie und Forschungsgeschichte
Die Erstbeschreibung des Stirnbandibissess erfolgte 1817 durch Louis Pierre Vieillot unter dem wissenschaftlichen Namen Ibis coerulescens. Das Typusexemplar stammte aus Paraguay. 1832 führte Johann Georg Wagler die Gattung Theristicus ein. Der Begriff leitet sich vom griechischen θεριστικος, θεριστρον theristikos, theristron für zum Ernten, Sichel ab. Der Artname »coerulescens« hat seinen Ursprung in lateinisch caerulescens, caerulescentis, caeruleus ‚-bläulich, azurblau‘. 1823 beschrieb Coenraad Jacob Temminck mit Ibis plumbeus ein Synonym zur Nominatform. Plumbeus stammt von lateinisch plumbeus, plumbum ‚bleihaltig, bleifarben, bleiern‘ ab. Félix de Azara nannte die Art Mandurria del curucau aplomado. Alfred Laubmann lag für seine Analysen über Vögel von Paraguay ein Balg gesammelt von Hans Krieg (1888–1970) in Puerto Cassado vor. Laubmann betrachtete die Art als keineswegs selten in Paraguay. Hierbei bezog er sich auf zahlreiiche Nachweise in anderen Publikationen. Hierzu gehörten der Río Pilcomayo und Waikthlatingmayalwa im Gran Chaco durch John Graham Kerr, Fort Wheeler im Chaco Boreal durch Elsie Naumburg und Puerto Pinasco im Departamento Presidente Hayes durch Alexander Wetmore. Er selbst führte die Art unter dem Namen Harpiprion caerulescens.

## Einzelbelege
1. 1 2  Alfred Laubmann (1939), S. 100.
2. ↑  Louis Pierre Vieillot (1817), S. 18.
3. ↑  Johann Georg Wagler (1832), S. 1231
4. ↑  Theristicus The Key to Scientific Names Edited by James A. Jobling
5. ↑  coerulescens The Key to Scientific Names Edited by James A. Jobling
6. ↑  Coenraad Jacob Temminck (1823), Tafel 325 & Text.
7. ↑  plumbeus The Key to Scientific Names Edited by James A. Jobling
8. ↑  Félix de Azara (1805), S. 195–197.
9. ↑  John Graham Kerr (1892), S. 145
10. ↑  John Graham Kerr (1901), S. 232.
11. ↑  Elsie Margaret Binger Naumburg (1930), S. 85
12. ↑  Alexander Wetmore (1926), S. 63.